# エムエイチカードサービス
エムエイチカードサービス株式会社は、かつて存在したみずほフィナンシャルグループのクレジットカード会社である。

## 概要
従前は、日本興業銀行の顧客を対象とするクレジットカードを発行していた興銀カードサービス株式会社で、親会社である興銀のリテール業務が2002年4月1日に分割され、第一勧業銀行・富士銀行と合併してみずほ銀行として発足したため、各カード会社も合併した。
第一勧銀カード・富士銀クレジットはもともとUCカード陣営であったが、興銀カードはダイナース・JCB陣営　だった関係で、ユーシーカード株式会社の100%子会社としてエムエイチカードサービス株式会社に改称して存続していた。
2004年にみずほFGがクレディセゾンと提携し、従来みずほ銀行で個人向けに募集していたクレジットカードがユーシーカードの「みずほUCカード」から「みずほマイレージクラブカード」へ移り、富裕層向けのカードとしてもみずほプレミアムクラブにおいて「みずほ《セゾン》プラチナアメリカン・エキスプレスカード」が発行開始となっているため、「みずほ（国際ブランド）カード」の新規申込受付を行っていなかった。
2008年（平成20年）12月31日にダイナースクラブカード部門をシティカードジャパンへ営業譲渡し、解散した。

## 沿革
- 1986年（昭和61年）7月1日 興銀カードサービス株式会社として設立。「IBJカード」ブランドでカードを発行。
- 2002年（平成14年）4月1日 エムエイチカードサービス株式会社に改称。「MHカード」ブランドでカードを発行。
- 2008年（平成20年）12月31日 エムエイチカードサービス株式会社を閉鎖。業務を委託しているシティカードジャパンに営業譲渡。

## 主な発行カード
現在は新規受付を終了している
- みずほJCBカード - プロセシング業務は株式会社ジェーシービーが行う。
- みずほダイナースクラブカード - プロセシング業務はシティーカードジャパン株式会社が行う。